# 熊田プウ助
熊田 プウ助（くまだ ぷうすけ、1969年 - ）は、日本の漫画家、イラストレーター、ダンサー（ベアとバーレスクをかけた「ベアレスクダンサー」と自称）。

## 略歴
同志社大学卒業。『SAMSON』編集部を経て、ゲイ雑誌各誌に連載を持つに至る。一般誌にも活動の場を広げ、現在はコアマガジン社の『マッドマックス』誌、ぶんか社の『本当にあった笑える話』ほかで連載中。

## 作風
題材の多くは、ゲイの内輪ネタ（多くは性的なネタ）。それらをややオーバーにデフォルメ表現し、ナンセンスギャグや笑いに転化させている。一方で客観的な視点を持ち、ゲイの自意識のあり方や行動パターン等について描いている。作品には『SAMSON』編集時代に同僚だった、サムソン高橋がよく登場している。

## エピソード
- 大の映画ファンであり、雑誌『G-men』連載の代表作「極楽コロシアム!!」では、毎回、扉絵が映画のワンシーンのパロディとなっている。
- 俳優として、劇団カラハリしゃばくの舞台や冨永昌敬監督の映画 『VICUNAS』 に出演している。
- SODクリエイトから発売されている『秘技伝授 〜オトコ同士で快楽を得るテクニック入門』ではゲイの立場から監修を担当し、「性技の先生」として出演している。

## 作品リスト

### 漫画連載
- 東京駄ホモ生活
- ROSEなひとびと
- 愛の世紀末劇場
- 夢の新世紀シアター
- 脂の園
- プウ美のダレ専で行こう
- コッソリいじる。
- 社長秘書ズボ美さん
- 極楽コロシアム!!（G-men）
- 不浄の楽園（SUPER SM-Z）

### 単行本
- 愛の世紀末劇場（絶版）
- 熊田プウ助大全集（2007年12月、古川書房 爆男コミックス）
  - 熊田プウ助大全集 第2巻 極楽コロシアム!!（2009年3月、古川書房 爆男コミックス）
  - 熊田プウ助大全集 第3巻 続 極楽コロシアム!!（2013年6月、古川書房 爆男コミックス）
- ダレセン!-Yes,all I need is Love!!（2009年11月、ぶんか社）
- 熊田プウ助のつれづれ駄ホモぐらし（2010年6月、ブックマン社）
- 世界一周ホモのたび（2011年5月、ぶんか社） - 原作：サムソン高橋
  - 世界一周ホモのたび DX（2012年9月、ぶんか社） - 原作：サムソン高橋
  - 世界一周ホモのたび 祭（2014年8月、ぶんか社） - 原作：サムソン高橋
  - 世界一周ホモのたび 狂（2016年5月、ぶんか社） - 原作：サムソン高橋
  - 世界一周ホモのたび 結（2017年12月、ぶんか社） - 原作：サムソン高橋
- 潜入!! 男の隠れ家&女の園（2013年3月、竹書房）
- 本日もおひとりホモ。（2013年11月、ぶんか社）
- トーキョーホモルン定食（2014年2月、実業之日本社）
- GOGO!! おひとりホモ（2015年9月、ぶんか社）
- TOKYO中年駄ホモ生活（2016年9月、ぶんか社）
- ホモ無職、家を買う（2017年12月、実業之日本社） - 原作：サムソン高橋
- 世界でヤろう!! おひとりホモ（2018年6月、ぶんか社）
- ホモ漫画家、ストリッパーになる（2021年4月、実業之日本社）
- セキララ 駄ホモのふぇち日記（2023年8月、ぶんか社）